# Mässingsporten, Split

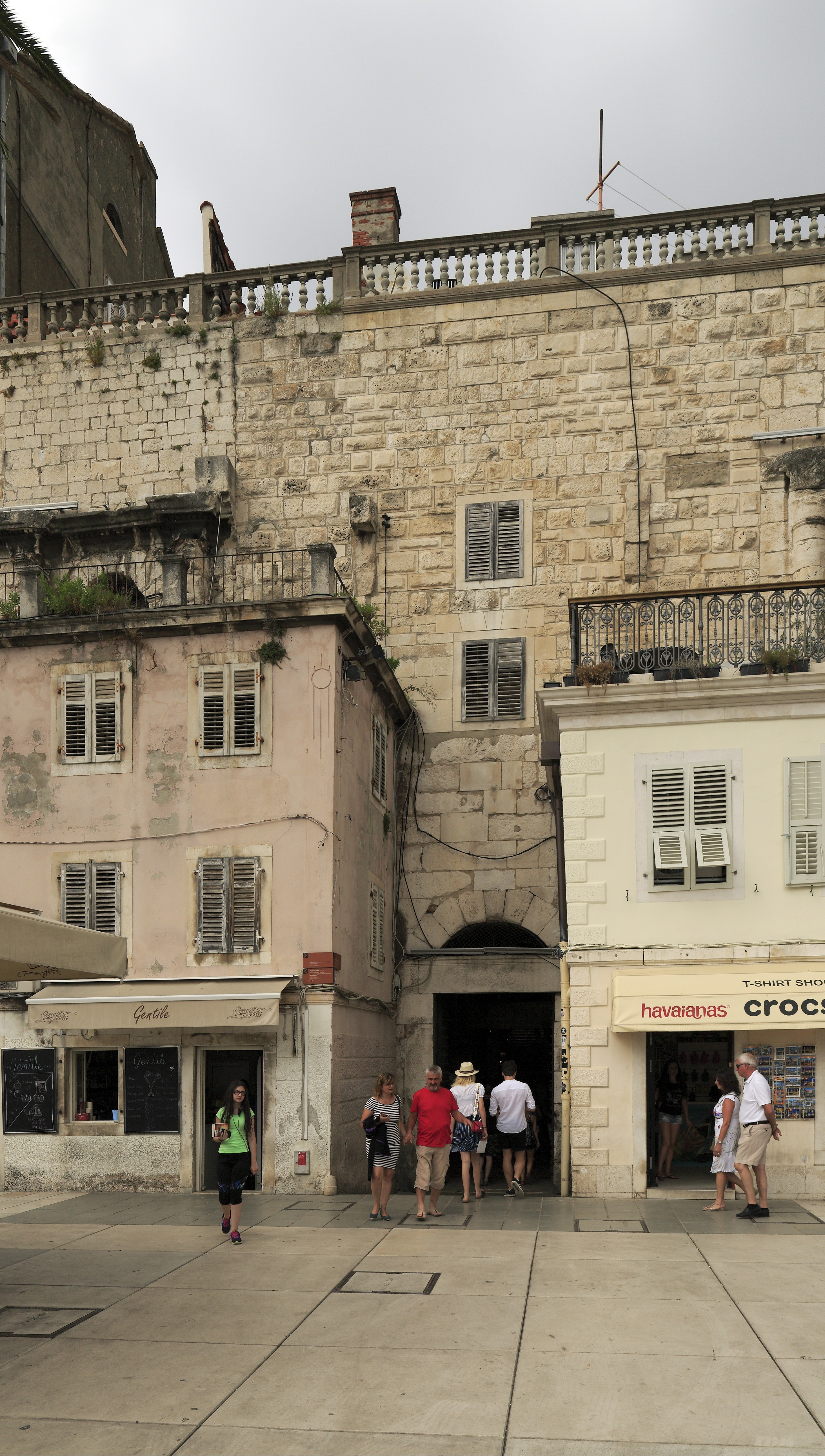
Mässingsporten år 2018.

Mässingsporten (kroatiska: Mjedena vrata, latin: Porta Aenea), även kallad Bronsporten (kroatiska: Brončana vrata) och lokalt Groteporten (kroatiska: Vrata Grota), är en stadsport i Split i Kroatien. Mässingsporten är den södra, minsta och mest anspråkslösa av de fyra stadsportar som leder in i det antika världsarvslistade romerska Diocletianus-palatset som idag utgör Splits historiska stadskärna. Den utgör huvudingången från Splits hamnpromenad till Gamla stan och är därför kanske den stadsport som används mest av både lokalbor och besökare.

## Beskrivning och historik
Mässingsporten tillkom i samband med Diocletianus-palatsets uppförande på 300-talet. Under senantiken kallades porten för Porta Meridionalis (Södra porten). Mässingsporten var huvudporten till Diocletianus palats från havssidan. Då palatset anlades nådde vattnet ända fram till Mässingsporten där båtar kunde förtöja och det är inte omöjligt att kejsar Diocletianus anlöpte palatset via denna port efter avlagda sjöresor.   
Mässingsporten särskiljer sig helt från de tre övriga stadsportarna såtillvida att den är mindre, helt saknar dekorationer och inte hade grindstugor. Då porten var en direkt utgång till havet som ansågs var en säker tillflyktsväg vid en eventuell attack från landssidan kallades den under medeltiden för "Säkerhetsporten".